# Geraldo Abraham Brender à Brandis
Geraldo Abraham Brender à Brandis (Den Haag, 21 maart 1878 – Blaricum, 17 juli 1971) was een Nederlandse beeldhouwer, edelsmid, grafisch ontwerper, kunstschilder, tekenaar, lithograaf en boekbandontwerper. Hij werd in Den Haag geboren in een welgesteld officiersgezin. Hij was werkzaam in Den Haag, Zuid-Tirol, Engeland, Laren NH, en Blaricum vanaf 1904.
Hij volgde een opleiding aan de Rijksakademie van beeldende kunsten in Amsterdam in 1897-1899 en de Academie van beeldende kunsten in Den Haag, hij was daar leerling van Antoon Derkinderen, Ferdinand Hart Nibbrig en Jan Veth.
Hij maakte stillevens, bloemstillevens, vruchtenstillevens, groentenstillevens, paarden, en portretten.
Hij was lid van het Sint Lucas in Amsterdam, de Vereeniging van Beeldende Kunstenaars Laren-Blaricum, en de Gooische Kunstkring. Hij was leraar van Johan Briedé. Van hem maakte hij een portret wat in het bezit is van de Briedé familie.

## Trivia
In het Leidsch Dagblad van 18 juni 1919 staat de volgende recensie: 
KUNST EN LETTEREN. G.A. Brender A Brandis.
In zijn tentoonstellingszaaltje op de Breestraat, heeft de heer D. Sala een aardige collectie werken bijeengebracht van den schilder G.A. Brender à Brandis.
De schilderijen trekken u direct aan door de eenvoudige voordracht. De schilder poseert niet, maar geeft de dingen, zooals hij ze spontaan aanvoelt. Het is dan ook alleszins de moeite waard, even bij Sala binnen te loopen en deze tentoonstelling te zien; de toegang is voor ieder belangstellende geheel vrij. Laat ik beginnen met te zeggen, dat de techniek zijn eigenaardigen stempel op het werk drukt. De temperaverf toch is dof en wordt met water aangelengd. Het werk krijgt daardoor een ietwat decoratief karakter, en heeft hier en daar iets aquarelmatigs. De schilder verlustigt zich bij voorkeur in pittige, frissche kleuren. Pompoenen, kalebassen, tomaten, enz. vormen naast verschillende dieren, vaak het motief. Laat ik u aan de hand van enkele voorbeelden nader tot het werk probeeren te brengen. In de stillevens No. 3 en 4 zit een zekere voornaamheid van kleur. De achtergrond van tegeltjes doet zeer aardig, de tempera geeft een mooie koelen toon. Dat echter deze koele toon als wezenlijk deel van dit stilleven misschien niet meer is dan een toevalligheid, doet No. 9 vermoeden. Een land met Oostindische kersakkers. Iemand die na lange wandeling plotseling dit uitzicht krijgt, kan niet nalaten het te schilderen. Werkelijk een verrukkelijk gegeven. Dat heerlijke jubelende geel en oranje en rood, nog versterkt in kleur door het zandige geel en het paarsig-grijs van, karresporen. t Is niets dan een kleur-impressie; dichterbij komend ziet u alleen verfvlekken, maar ze geven de illusie van een verrukkelijk landschap.